# Miltu
 (décembre 2020).
Si vous disposez d'ouvrages ou d'articles de référence ou si vous connaissez des sites web de qualité traitant du thème abordé ici, merci de compléter l'article en donnant les références utiles à sa vérifiabilité et en les liant à la section « Notes et références ».
Le miltu est une langue afro-asiatique en voie de disparition, parlée dans le sud-ouest du Tchad, dans les villages le long du fleuve Chari, dans la région de Bousso. Un recensement de 1993 a fait état de 270 locuteurs. Les locuteurs emploient plutôt le bagirmi.